# 齊亞丁·巴拉尼
齊亞丁·巴拉尼（英語：Ziauddin Barani，1285年－1357年）是一位穆斯林史學家和政治思想家，他生活在穆罕默德·賓·圖格魯克（Muhammad bin Tughluq）及菲魯茲沙·圖格魯克（Firuz Shah Tughlaq）統治時期的印度。他編制了中世紀印度的主要歷史著作《菲魯茲王朝史》（Tarikh-i-Firuz Shahi），《菲魯茲王朝史》涵蓋了吉亞斯·烏德·丁·巴爾班（Ghiyas ud din Balban）時期至菲魯茲沙·圖格魯克首六年統治時期的歷史。他的另一著作《忠告XXI》（Fatwa-i-Jahandari）詳述了南亞穆斯林的種姓制度。

## 生平
齊亞丁·巴拉尼於1285年出生於穆斯林貴族家庭，他的父親、叔伯及祖父都在德里蘇丹國任職高級政府官員，其家族出身於密拉特和布蘭沙爾。他的公公胡薩姆-烏德-丁是吉亞斯·烏德·丁·巴爾班治下的重要官員，父親梅威伊德是哈爾吉王朝創立者賈拉魯丁·菲魯茲·哈爾吉的兒子阿爾卡里汗的納伊卜（副官）。叔伯卡齊是阿拉-烏德-丁·哈爾吉統治時期的科特瓦爾（Kotwal，警長）。齊亞丁·巴拉尼沒有出任過任何官職，但他在十七年來都是穆罕默德·賓·圖格魯克的同伴，與音樂家阿爾米·庫斯羅（Amir Khusrow）的關係緊密。圖格魯克被廢黜後，齊亞丁·巴拉尼也遭到冷待。及後他寫了兩篇涉及政府、宗教和歷史的文章，以望得信於新蘇丹菲魯茲沙·圖格魯克，但仍不被賞識，他在1357年逝世時一貧如洗。

## 著作

### 忠告XXI
《忠告XXI》內含穆斯林統治者的政治理想，以爭取宗教價值和答謝臣民。
他的「忠告」提議消除貴族種姓和低下階層的分離，貴族也應消除對被他們視為「失禮」的賤民的歧見。
著作還對宗教、政府及兩者的相互關係作出探討，此外還略提政治哲學。他寫道：
|  | 宗教和世俗政府是成雙成對的，因此宗教領袖和政府首腦是孿生兒。 |

### 菲魯茲王朝史
《菲魯茲王朝史》敍述德里蘇丹國起至菲魯茲沙·圖格魯克時期的歷史，著作裡批註道那些跟隨巴拉尼定律的蘇丹可以有所作為，而那些沒有跟隨或行惡的蘇丹卻招致惡果。
雖然齊亞丁·巴拉尼在著作裡表明他不在乎所寫到底是否事實，現代學者都普遍認為他的文字是可靠的。他參考了一些資料來源，但是他沒有參照同時代的著作，使當中對齊多爾、蘭塔安坡、馬瓦及馬利克·卡富爾（Malik Kafur）的德干戰役的描述趨於粗略。後來的一些中世紀史學家如尼扎姆-烏德-丁·艾哈邁德、巴道尼、費里胥塔（Firishta）及哈吉-烏德-達比爾的著作在描述這段歷史時也依據《菲魯茲王朝史》。